# Gymnosophiste

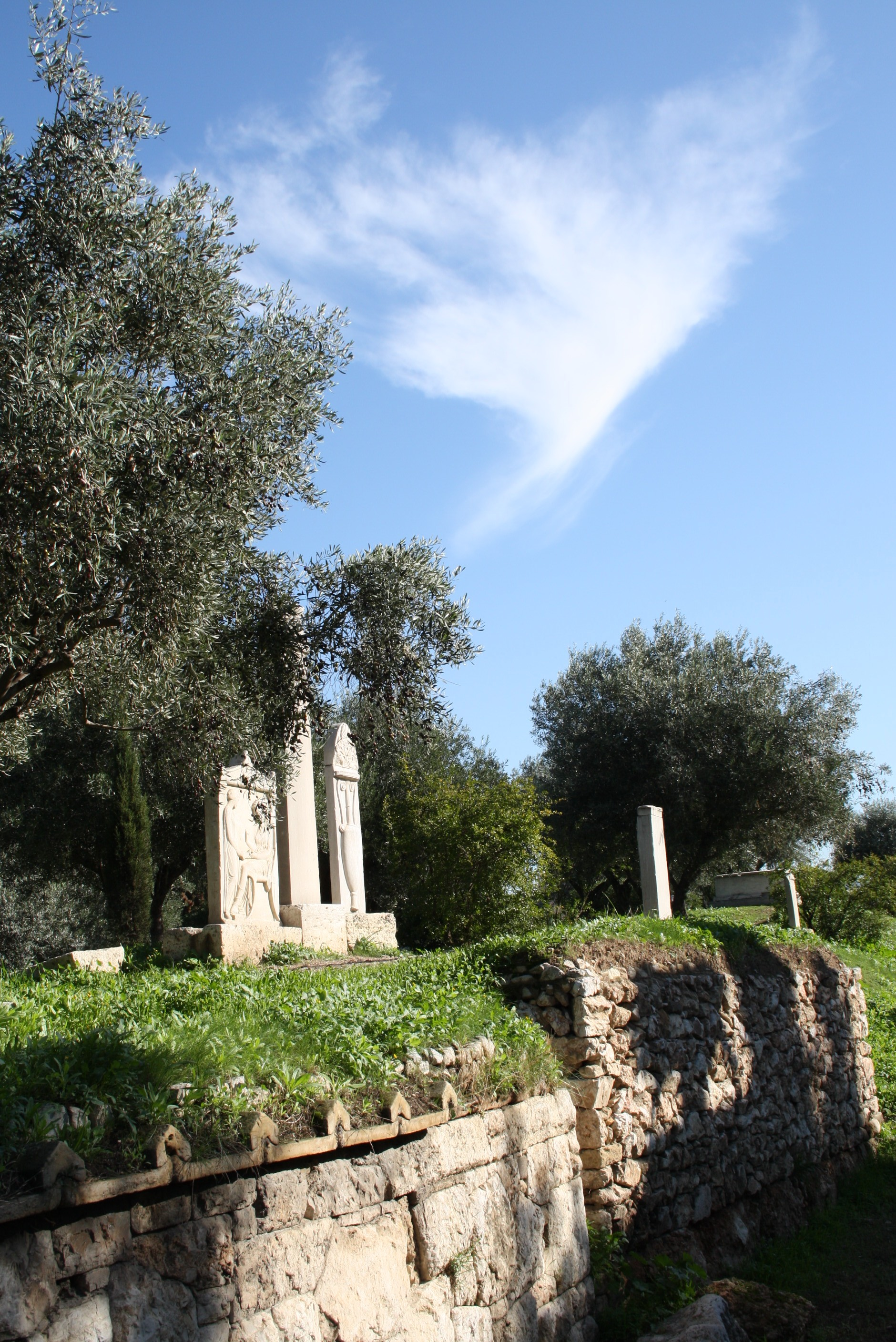
Rue des tombes au Cimetière du céramique à Athènes, dans lequel se trouvait, selon Plutarque, celle du gymnosophiste Zarmanochegas.

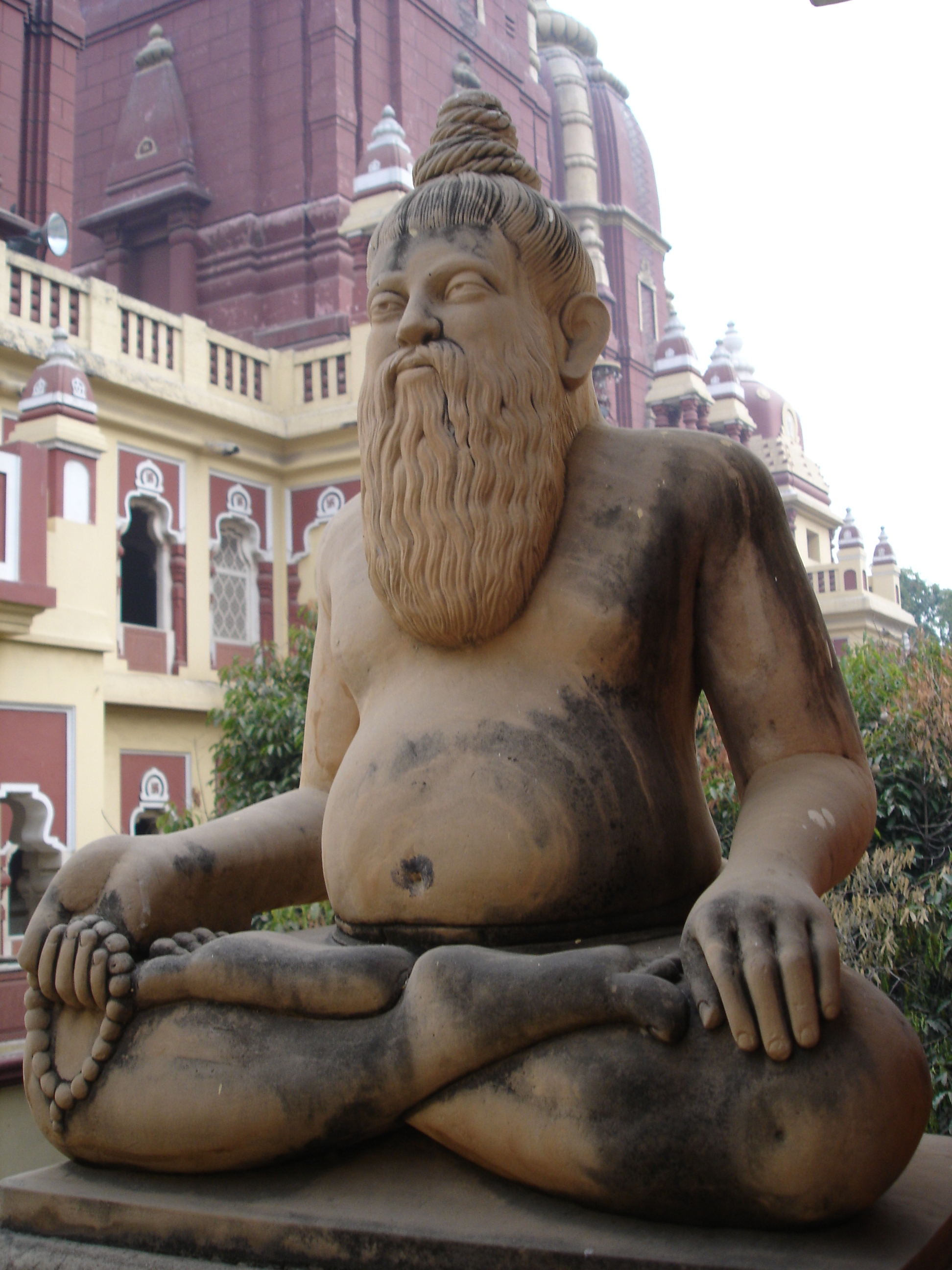
Sculpture d'un yogi dans le temple Birla Mandir, à Hyderabad, Inde.

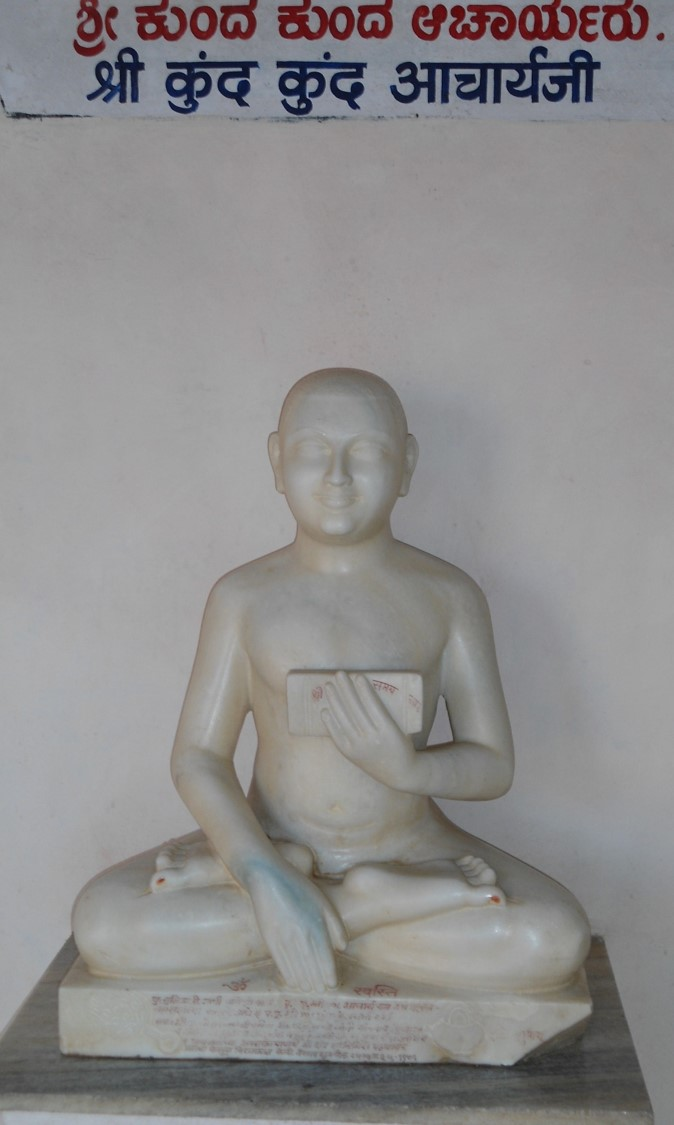
Représentation de l'ascète
Kundakunda, Ācārya jaïn dans un temple de l'État de Karnataka, Inde.

Les gymnosophistes (en grec ancien : γυμνοσοφισταί, gymnosophistaí, « sages nus ») sont durant l'Antiquité des philosophes indiens samnyâsin (renonçants) qui promouvaient une vie ascétique, détachée des biens matériels. Ils étaient ainsi appelés par les Grecs parce qu'ils vivaient nus (γυμνος, gymnόs). 
Cependant l'origine géographique de ces sages a été flottante : ils sont souvent qualifiés d'Égyptiens par un auteur comme Philostrate d'Athènes, et l'on trouve l'expression « gymnosophistes égyptiens » chez Eusèbe de Césarée et Jérôme de Stridon.

## Histoire
Les gymnosophistes étaient connus durant l'Antiquité. Plusieurs auteurs, comme Plutarque, rapportent des histoires à leur sujet. Plutarque raconte notamment la rencontre d'Alexandre le Grand avec dix gymnosophistes. Calanos se sacrifie en montant sur un bûcher devant Alexandre et toute l'armée macédonienne.
Diogène Laërce, dans ses Vies, doctrines et sentences des philosophes illustres, rapporte que Pyrrhon d'Élis, un des fondateurs du scepticisme, aurait été influencé par eux lors de son voyage avec Alexandre.
Trois siècles plus tard, un autre gymnosophiste, Zarmanochegas, se brûle dans Athènes devant Auguste.

## Doctrine
La doctrine des gymnosophistes nous est connue par la Géographie de Strabon, qui s'appuie sur le récit du philosophe et historien Onésicrite qui a accompagné Alexandre le Grand en Inde. Ces sages faisaient profession de vivre dans la retraite et de mépriser la douleur, doctrine proche de l'ascétisme. Ils s'abstenaient de femme et de vin, allaient nus et gardaient la barbe longue. Strabon, puis au IIe siècle le théologien chrétien Clément d'Alexandrie, distinguent parmi les gymnosophistes, les shramanas et les brahmanes.

## Influence sur la philosophie
Les gymnosophistes semblent avoir été influencés par des philosophes de l'Inde ancienne[pas clair]. Leur existence attestée permet de soutenir l'hypothèse de contacts intellectuels entre l'Inde et la Grèce, et donc d'une naissance simultanée de la philosophie en Inde et en Grèce. Ainsi, à l'opposé de l'idée d'un miracle grec, entre autres à cause de l'invention de la philosophie, certains auteurs (tels que Roger-Pol Droit) parlent de naissances simultanées en Grèce, Inde et Chine. Droit affirme même que les Grecs ne pensaient pas que la philosophie était seulement grecque.
On trouve en effet la mention de gymnosophistes chez certains présocratiques, et certains disciples de Socrate (dont Onésicrite qui aurait croisé Calanos à Taxila), ce qui indiquerait des contacts dès le VIe siècle av. J.-C.

### Renaissance
Dans Funérailles et diverses manières d'ensevelir les Romains, Grecs et autres nations (1581), Claude Guichard cite les auteurs antiques : « Les Brachmanes, qui avoyent reputation de Sages par toute l’Inde, hommes sacrés, vacans à la contemplation de Dieu, et vivans selon leurs reigles et loix particulieres, specialement ceux que les Grecs appelloyent gymnosophistes, pour ce qu’ils alloyent nuds, faisans profession d’une vie penible et austere, tenoyent peu de compte de leur sepulture. »
Dans l’essai II, 29, De la vertu, Montaigne cite l'exemple des gymnosophistes après celui des femmes indiennes qui suivent leur époux dans la mort (la Sati, pratique considérée comme pervertissant le mythe original de la Déesse Sati, car contraire, selon les brâhmanes, à l'ahimsâ, « non-violence ») : « En ce mesme païs, il y avoit quelque chose de pareil en leurs Gymnosophistes  : car, non par la contrainte d'autruy, non par l'impetuosité d'un' humeur soudaine, mais par expresse profession de leur regle, leur façon estoit, à mesure qu'ils avoyent attaint certain aage, ou qu'ils se voyoient menassez par quelque maladie, de se faire dresser un bucher, et au-dessus, un lict bien paré, et apres avoir festoyé joyeusement leurs amis et cognoissans, s'aller planter dans ce lict, en telle resolution, que le feu y estant mis, on ne les vist mouvoir, ny pieds ny mains : et ainsi mourut l'un d'eux, Calanus, en presence de toute l'armée d'Alexandre le Grand. »

### XXesiècle
Marguerite Yourcenar les mentionne aussi dans les Mémoires d’Hadrien, où elle fait dire à l'empereur : « J’ai vu des Gymnosophistes indiens détourner la tête des agneaux fumants et des quartiers de gazelle servis sous la tente d’Osroès. » ;  et aussi, "en quoi la souffrance de l'herbe qu'on coupe diffère essentiellement de celle des moutons qu'on égorge". page 19, mémoires d'Hadrien.

## Dans la littérature

### Chez Philostrate
Les brahmanes indiens, connus donc sous le nom de gymnosophistes deviennent des personnages dans la littérature, et on en trouve la trace dans le roman grec. Ainsi, dans sa Vie d’Apollonios de Tyane, Philostrate (m. vers 230 ap. J.-C.) présente Apollonios de Tyane comme un thaumaturge rattaché à l'école de Pythagore qui explore le monde dans trois directions : l'est jusqu’à l’Inde, le sud jusqu’en Éthiopie, l'ouest jusqu’en Espagne. À un moment où les Grecs s'interrogent sur leur culture, Philostrate voit ces Brahmanes comme de grands sages, qui de plus maîtrisent parfaitement le grec attique, et qui mettent en œuvre une parfaite éducation grecque (paideia). Mais, relève Jean-Philippe Grez, « cette "hellénisation paradoxale de l'Autre lui [Philostrate] permettait de nier toute idée de sagesse barbare et de réaffirmer de manière péremptoire, militante, la supériorité culturelle grecque. »

### Autres auteurs
Pourtant, les auteurs grecs de fiction ont apprécié le thème du voyage dans un pays lointain — parmi lesquels l'Inde et l'Éthiopie — et ils idéalisent volontiers leurs habitants — les barbares — dans les domaines de la morale, de politique ou encore de la philosophie. Les portraits romancés que l'on trouve dans ces ouvrages annoncent le « bon sauvage ». Mais il faut aussi dire que les brahmanes décrits par Onésicrite ressemblaient fortement à des philosophes cyniques grecs,.

### Sources
- Plutarque, Vie d’Alexandre, 107 et 108[Quoi ?] ; Vie de Lycurgue, 6[Quoi ?].
- Lucien, Les fugitifs, § 1-11
- Pline l'Ancien, Histoire naturelle, livre VII
- Héliodore, Les Éthiopiques, livre X (et IX)
- Glaude Guichard, Funérailles et diverses manières d’ensevelir les Romains, Grecs et autres nations, Lyon, Jean de Tournes, 1581. [lire en ligne (page consultée le 28 octobre 2023)]

### Études
- (en) Ewen Bowie, « Gymnosophists », sur oxfordre.com/classics [sic], Oxford Classical Dictionary, 2016 (consulté le 28 octobre 2023)
- Marie-Pierre Delaygue, « Les Grecs connaissent-ils les religions de l'Inde à l'époque hellénistique ? », Bulletin de l'Association Guillaume Budé, no 2,‎ 1995, p. 152-172 (lire en ligne)
- (en) Chiara Di Siero, « The Naked Wise Men of India », Studi et Materiali di Storia delle Religione, vol. 87 « Movimenti e funzioni rituali nel Mediterraneo antico. Danza, estasi e corpi », no 2,‎ 2021, p. 673-695 (lire en ligne)
- Guillaume Ducœur, « Histoire d'une catégorie antique. Le gymnosophiste indien », dans Sidney Aufrère et Frédéric Möri (dir.), Alexandrie la divine. Sagesses barbares, échanges et réappropriations dans l'espace culturel gréco-romain (Actes du colloque scientifique international, Fondation Martin Bodmer, Cologny – Genève, 27-30 août 2014), Genève, La Baconnière, 2016, 628 p. (ISBN 978-2-940-43148-9), p. 463-504
- Jean Filliozat, « La valeur des connaissances gréco-romaines sur l'Inde », Journal des savants, no 2,‎ 1981, p. 97-135 (lire en ligne)
- Claire Muckensturm-Poulle, « Les gymnosophistes étaient-ils des cyniques modèles? », dans Marie-Odile Goulet-Cazé et Richard Cazé (dir.), Le cynisme ancien et ses prolongements (Actes du colloque international du CNRS, Paris 22-25 juillet 1991), Paris, PUF, 1993, IX + 612 p. (ISBN 978-2-130-45840-1), p. 225-239
- Claire Muckensturm-Poulle, « L’espace des gymnosophistes », dans Jean-Claude Carrière et al. (dir.), Inde, Grèce ancienne. Regards croisés en anthropologie de l'espace (Actes du colloque « Anthropologie indienne et représentations grecques et romaines de l'Inde », Besançon 4-5 décembre 1992), Besançon, Université de Franche-Comté, coll. « Annales littéraires de l'Université de Besançon » (no 57), 1995, 294 p. (ISBN 2-251-60576-2, lire en ligne), p. 113-124
- Claire Muckensturm-Poulle, « Clément d'Alexandrie et les sages indiens », dans Autour de Lactance : hommages à Pierre Monat, Besançon, Institut des Sciences et Techniques de l'Antiquité, coll. « ISTA » (no 903), 2003 (lire en ligne), p. 139-148
- Patrick Robiano, « Les gymnosophistes éthiopiens chez Philostrate et chez Héliodore », Revue des Études Anciennes, vol. 94, nos 3-4,‎ 1992, p. 413-428 (lire en ligne)
- Francis Schmidt, « Entre Juifs et Grecs : le modèle indien », dans Catherine Weinberger-Thomas (dir.), L'Inde et l'imaginaire, Paris, Éditions de l’École des hautes études en sciences sociales, coll. « Purushartha » (no 11), 1988, 288 p. (ISBN 978-2-713-20889-8, lire en ligne), p. 22-47